# Кале (Лешок)
Кале, още Градище или Лешочкото кале (на македонска литературна норма: Кале, Градиште, Лешочко кале), е антична и средновековна крепост, разположена над положкото село Лешок, Северна Македония.

## Местоположение
Калето се намира на висок 60-80 m хълм в подножието на Шар, недалеч от северната част на Лешок. Хълмът има много стръмни склонове и заравнен връх и се свързва с планината чрез тясна седловина на запад. Хълмът има формата на трапец с размери 170 х 75 m. Ограден е от север и изток от от дълбокото врязано корито на Лешочката река (Бистрица). Хълмът е скрит в малка долина, закътана на 1 km от ръба на Положкото поле и защитена от ветровете. На мястото има рудник за оникс, който е унищожил почти цялата крепхост с изключение на западния край.

## История

### Античност
През Късната античност е изградена стена с хоросан, обхващаща площ от 170 х 120 m (1,6 ha). Крепостта е била разделена на горна и долна част от вътрешна стена. Отгоре, в западната част, е имало малък акропол, отделен от вътрешна стена, а предната му част била укрепена от голява изпъкнала кула с размери 11 х 10,6 m. Кулата лежала върху остатъците от най-старата кула, останала наполовина отвън след реставрацията.
Главният вход се е намирал до южната част на акропола, а пътят идвал от запад през седловината. В източната част на Горния град се издигали две кръгли кули, описани и скицирани от Радослав Груич, които днес са унищожени. Разкопки от 1976 година проучват жилищните слоеве и събират керамичен материал, монети и други дребни метални изделия. Долната укрепена част се простира на южния склон. Стената е минавала в дъга около него, а югоизточният ъгъл е бил подсилен с кула. До него се е намирала долната порта.
Този силен кастер контролирал главния Положки път по подножието на Шар и граничните пунктове между провинциите Превалитана и Дардания и е бил икономическият и административен център на региона в Късната античност.

### Средновековие
Крепостта е била добре запазена през Средновековието и е повторно обновена като регионален център с възстановяването на византийската власт в този регион през XI - XII век, а може би и по-рано от Българската държава. Челната кула и челната стена са напълно обновени, а останалите части от стената са обновени частично. Размерът на челната кула, нейната масивност и доминиращата позиция над седловината и над цялата крепост я определят функционално като донжон. Тя без съмнение е построена през XII век и е една от малкото запазени сгради от Комниновия период в Северна Македония. Нейните масивни стени все още се извисяват на 10 метра над околностите.
Районът на Долния град е служил вероятно като гражданско предградие. Оттук произхожда едно депо с византийски монети - медни скифати от XI и XII век. Църквата „Свети Атанасий“, разкопана в 30-те години на XX век в южното подножие на Калето, според стенните декорации и каменната пластика произхожда от XIV век и вероятно е построена върху по-стари останки, съвременни на крепостта. Две по-малки църкви от XII - XIV век са разкопани от Блага Алексова в 50-те години в полето южно от Лешок.
Мощният кастрон Лешок е регионално административно и икономическо средище, бранещо граничните пунктове към полузависимите от Византия сръбски земи. Църквата в Лешок е била църковен център на Долния Полог в рамките на Призренската епархия, както под Византия, така и под Сърбия и по-късно.

### Идентификация
В грамотата на Василий II Българоубиец от 1020 година в Призренската епархия се споменава и градът Леаскумцон, който Груич в 1933 година убедително го отъждествява с Лешок в Долния Полог. Това е по-стара форма на името, Лесковец от същия корен от Леска. Под съкратеното име Льешъск го отбелязва сръбският крал Стефан Първовенчани в житието на своя баща Стефан Неманя. Той казва, че след като превзема Скопие, превзема „и град Льешъск у Дольнем Полозие и град Градъц... и тиех градов съкруш и до конца основания их искорйени... не оста бо ни ками на камени, иже и не въздигоше се и до сего дне“.
Разрушаването на град Лешок става в 1189/90 година. През XIII и XIV век Лешок не се споменава като град, което удостоверява казаното от Стефан Първовенчани, че не е подновяван дори по негово време. През Къстоното средновековие и турското владичество остава само селско селище под това име. Това показват и археологическите останки на терена. Освен могъщия донжон в Лешок не е останало нищо над земята. Но на 12 km южно от Лешок, през ΧΙΙΙ век започва да се издига манастирът „Света Богородица Хтетовска“, който става църковен център на Долен Полог. В XIV век той ще стане седалище на новооснованата Положка епархия. Около него ще израсне селището Тетово, което и до днес е административен, икономически и културен център на този регион.